# Giải Sao Thổ cho phim hồi hộp hay nhất
Giải Sao Thổ cho phim hồi hộp hay nhất là một hạng mục của giải Sao Thổ dành cho bộ phim điện ảnh hay nhất năm thuộc thể loại hồi hộp, do Viện Hàn lâm phim khoa học viễn tưởng, kỳ ảo và kinh dị trao tặng. Ban tổ chức giải Sao Thổ lúc đầu đã gộp phim hồi hộp vào một hạng mục chung với thể loại phim hành động hoặc phiêu lưu từ năm 1994 đến 2010, sau đó còn hợp nhất với hạng mục cho phim kinh dị. Tại lễ trao giải năm 2013, phim hồi hộp mới được tách ra khỏi hạng mục phim kinh dị và Viện Hàn lâm mới tạo một hạng mục giải thưởng riêng dành cho thể loại phim này.

## Danh sách cụ thể

### Thập niên 2010
| Năm       | Phim                                         | Chú thích |
| --------- | -------------------------------------------- | --------- |
| 2013 (40) | Thế chiến Z                                  | [ 1 ]     |
| 2013 (40) | Lần theo dấu vết                             | [ 1 ]     |
| 2013 (40) | 911                                          | [ 1 ]     |
| 2013 (40) | The East                                     | [ 1 ]     |
| 2013 (40) | Phi vụ thế kỷ                                | [ 1 ]     |
| 2013 (40) | The Place Beyond the Pines                   | [ 1 ]     |
| 2014 (41) | Cô gái mất tích                              | [ 2 ]     |
| 2014 (41) | American Sniper‡                             | [ 2 ]     |
| 2014 (41) | Thiện ác đối đầu                             | [ 2 ]     |
| 2014 (41) | The Guest                                    | [ 2 ]     |
| 2014 (41) | The Imitation Game‡                          | [ 2 ]     |
| 2014 (41) | Kẻ săn tin đen                               | [ 2 ]     |
| 2015 (42) | Người đàm phán‡                              | [ 3 ]     |
| 2015 (42) | Black Mass                                   | [ 3 ]     |
| 2015 (42) | Món quà bí ẩn                                | [ 3 ]     |
| 2015 (42) | The Hateful Eight                            | [ 3 ]     |
| 2015 (42) | Mr. Holmes                                   | [ 3 ]     |
| 2015 (42) | Ranh giới‡                                   | [ 3 ]     |
| 2016 (43) | Căn hầm                                      | [ 4 ]     |
| 2016 (43) | Không lùi bước‡                              | [ 4 ]     |
| 2016 (43) | Siêu điệp viên Jason Bourne                  | [ 4 ]     |
| 2016 (43) | Tách biệt                                    | [ 4 ]     |
| 2016 (43) | Mật danh: Kế toán                            | [ 4 ]     |
| 2016 (43) | Cô gái trên tàu                              | [ 4 ]     |
| 2016 (43) | Vùng nước tử thần                            | [ 4 ]     |
| 2017 (44) | Three Billboards: Truy tìm công lý‡          | [ 5 ]     |
| 2017 (44) | Brawl in Cell Block 99                       | [ 5 ]     |
| 2017 (44) | Án mạng trên chuyến tàu tốc hành Phương Đông | [ 5 ]     |
| 2017 (44) | The Post‡                                    | [ 5 ]     |
| 2017 (44) | Bí ấn vùng ngoại ô                           | [ 5 ]     |
| 2017 (44) | Vùng đất tử thần                             | [ 5 ]     |